# Chicago Stags 1949-1950
La stagione 1949-50 dei Chicago Stags fu la 1ª e unica nella NBA per la squadra dell'Illinois.
I Chicago Stags arrivarono terzi nella Central Division della Basketball Association of America con un record di 40-28. Nei play-off, dopo aver perso il tie-breaker con i Fort Wayne Pistons, persero nella semifinale di division con i Minneapolis Lakers (2-0).

## Roster
| N° | Naz.                   | Ruolo | Sportivo        | Anno | Alt. | Peso |
| -- | ---------------------- | ----- | --------------- | ---- | ---- | ---- |
|    | Stati Uniti (bandiera) | GA    | Leo Barnhorst   | 1924 | 193  | 86   |
| 7  | Stati Uniti (bandiera) | GA    | Frank Kudelka   | 1925 | 188  | 88   |
| 9  | Stati Uniti (bandiera) | C     | Bob Hahn        | 1925 | 208  | 109  |
| 10 | Stati Uniti (bandiera) | GA    | Max Zaslofsky   | 1925 | 188  | 77   |
| 12 | Stati Uniti (bandiera) | G     | Joe Bradley     | 1928 | 191  | 79   |
| 13 | Stati Uniti (bandiera) | AC    | Kleggie Hermsen | 1923 | 206  | 102  |
| 15 | Stati Uniti (bandiera) | AC    | Joe Graboski    | 1930 | 201  | 88   |
| 16 | Stati Uniti (bandiera) | G     | Kenny Rollins   | 1923 | 183  | 76   |
| 17 | Stati Uniti (bandiera) | AC    | Stan Miasek     | 1924 | 196  | 95   |
| 18 | Stati Uniti (bandiera) | AC    | Ed Mikan        | 1925 | 203  | 104  |
| 18 | Stati Uniti (bandiera) | C     | George Nostrand | 1924 | 203  | 88   |
| 19 | Stati Uniti (bandiera) | GA    | Andy Phillip    | 1922 | 188  | 88   |
| 20 | Stati Uniti (bandiera) | G     | Odie Spears     | 1924 | 196  | 93   |

## Staff tecnico
- Allenatore: Philip Brownstein
- Vice-allenatore: Sol Farber